# Triều đại Julio-Claudian
Triều đại Julia - Claudia là triều đại đầu tiên của La Mã, bao gồm năm hoàng đế đầu tiên — Augustus, Tiberius, Caligula, Claudius, và Nero  — hoặc các gia đình mà họ thuộc về. Họ cai trị Đế chế La Mã từ khi thành lập dưới thời Augustus vào năm 27 TCN cho đến năm 68 sau CN, khi người cuối cùng của dòng họ, Nero, tự sát. Tên "triều đại Julio-Claudian" là một thuật ngữ lịch sử bắt nguồn từ hai nhánh chính của gia đình hoàng gia: Julii Caesares của gens Julia và Claudii Nerones của gens Claudia.
Primogeniture vắng bóng một cách đáng chú ý trong lịch sử của triều đại Julio-Claudian. Cả Augustus, Caligula và Nero đều không có con trai tự nhiên và hợp pháp. Con trai riêng của Tiberius, Drusus đã kế nhiệm Tiberius. Chỉ có Claudius có con trai của ông, Britannicus, mặc dù ông đã chọn đưa người con nuôi Nero của mình làm người kế vị ngai vàng. Việc nhận con nuôi cuối cùng đã trở thành một công cụ mà hầu hết các hoàng đế Julio-Claudian sử dụng để thúc đẩy người thừa kế đã chọn của họ lên phía trước của sự kế vị. Augustus — con trai nuôi của ông chú cố, nhà độc tài La Mã Julius Caesar — đã nhận con riêng Tiberius làm con trai và làm người thừa kế của mình. Đến lượt mình, Tiberius được yêu cầu nhận nuôi cháu trai của mình là Germanicus, cha của Caligula và anh trai của Claudius. Caligula đã nhận nuôi người em họ Tiberius Gemellus (cháu của hoàng đế Tiberius) ngay trước khi xử tử anh ta. Claudius nhận cháu trai và con riêng Nero của mình. Đến lượt Nero, cũng không có con ruột hoặc con nuôi của mình, đã kết thúc triều đại Julio-Claudian với sự sụp đổ của quyền lực và tự sát sau đó.
Các sử gia cổ đại xử lý thời kỳ Julio-Claudian — chủ yếu là Suetonius (khoảng năm 69 - sau năm 122 sau Công nguyên) và Tacitus (khoảng năm 56 - sau năm 117 sau Công nguyên) — thường viết các thuật ngữ tiêu cực về triều đại của họ. Trong cuốn sử ký của Tacitus về các hoàng đế Julio-Claudia, ông nói:
But the successes and reverses of the old Roman people have been recorded by famous historians; and fine intellects were not wanting to describe the times of Augustus, till growing sycophancy scared them away. The histories of Tiberius, Gaius, Claudius, and Nero, while they were in power, were falsified through terror, and after their death were written under the irritation of a recent hatred.